# Pristavica, Rogaška Slatina
Pristavica este o localitate din comuna Rogaška Slatina, Slovenia, cu o populație de 65 de locuitori.